# Jonathan Ayité
Jonathan Ayité (n. 21 iulie 1985, Bordeaux, Franța) este un fotbalist togolez care evoluează în prezent la Brest. Și-a început cariera la Bordeaux.